# دشت آباد (مقاطعة فهرج)
دشت‌آباد (بالفارسية: دشت‌آباد) هي قرية تقع في البلدة المركزية في إيران. يقدر عدد سكانها بـ 21 نسمة .